# Badische X
Das einzelne Fahrzeug der Gattung X der Großherzoglich Badischen Staatseisenbahnen war eine Kranlokomotive. Die 1895 gelieferte Lokomotive wurde bereits 1898 wieder aus dem Betriebsbestand ausgesondert.

## Geschichte

Ähnliche Kranlokomotive der Maschinenfabrik Esslingen

Die Maschine wurde 1895 vom schottischen Hersteller Andrew Barclay Sons & Co. aus Kilmarnock geliefert. Die Lokomotive erhielt die Bahnnummer 149 und wurde in der Hauptwerkstätte Karlsruhe eingesetzt. Die in Großbritannien übliche Konstruktion wurde bereits nach drei Jahren wieder ausgemustert. Über die Gründe ist nichts bekannt. Im Gegensatz zu den britischen Eisenbahnen verfügte die badische Bahn über genügend Krananlagen und Rangierlokomotiven, sodass eine solche Kombination ihre Vorteile nicht ausspielen konnte.

## Konstruktive Merkmale
Der Langkessel war aus zwei Schüssen gefertigt. Der Dampfdom saß auf dem vorderen und der Kran auf dem hinteren Schuss. Der Blechrahmen der Lokomotive war innenliegend. Die Federung erfolgte durch über den Achsen liegende Blattfederpakete.
Das Zweizylinder-Naßdampftriebwerk arbeitete auf die hintere Kuppelachse. Die Stephenson-Steuerung war innenliegend. Der Kran wurde durch zwei getrennte Zwillingsdampfmaschinen betrieben.
Die Lokomotive verfügte über eine Westinghouse-Druckluftbremse. Der Sandkasten befand sich auf dem Umlaufblech. Die beiden Wasserkästen waren neben dem Langkessel montiert.
Der Kran ruhte mittig der Lokomotive auf einem Bock. Der Kran konnte zirka 3 bis 5 Tonnen heben und war oberhalb des Kessels angebracht. Der Ausleger konnte nur gedreht, aber nicht angehoben werden.